# Patrick Aebischer
Pour les articles homonymes, voir Aebischer.
Patrick Aebischer, né le 22 novembre 1954 à Fribourg (Suisse), est l'ancien président de l’École polytechnique fédérale de Lausanne (EPFL), professeur en neurosciences et directeur du Laboratoire d’étude sur la neurodégénérescence au Brain Mind Institute de l'EPFL. Il a dirigé cette école du 17 mars 2000 au 31 décembre 2016.

## Biographie

### Formation
Patrick Aebischer est diplômé en médecine (MD, 1980) et neurosciences (Dr. Med., 1983) de l'Université de Genève et de l'Université de Fribourg. Il a obtenu sa maturité (1974) au Collège Saint-Michel de Fribourg.

### Parcours académique
De 1984 à 1992, il travaille à l'Université Brown, à Providence (Rhode Island, États-Unis). Il y occupe des postes de chercheur, de professeur assistant puis de professeur associé. En 1991, il devient chairman de la section Organes artificiels, biomatériaux et technologie cellulaire de la Division biologie et médecine de l'Université Brown.
De 1992 à 2000, de retour en Suisse, il est professeur et directeur médical de la Division autonome de recherche chirurgicale et du Centre de thérapie génique du Centre hospitalier universitaire vaudois (CHUV), à Lausanne.
En 1999, le Conseil fédéral le nomme président de l'École polytechnique fédérale de Lausanne (EPFL) pour un mandat de quatre ans. Il est confirmé à ce poste en 2004, 2008 et 2012.

## Famille
Les parents de Patrick Aebischer sont les artistes Émile Aebischer, dit Yoki et Joan, née O’Boyle. Il est marié et père de deux enfants.

## Présidence de l'EPFL

### Accession à la présidence
La nomination de Patrick Aebischer, médecin sans expérience de gestion institutionnelle et extérieur au milieu technique à la tête de l’EPFL a suscité des réserves. Les professeurs de l’institution lui ont particulièrement reproché de vouloir se séparer de l’équipe dirigeante en place pour installer un autre représentant des Sciences du vivant à la direction. Des industriels en vue comme André Kudelski et Daniel Borel, tous deux anciens étudiants de l’école, ont également émis publiquement leur réserve,. Ces réserves ont résulté dans une vacance de pouvoir d’un peu plus de deux semaines, avant que Patrick Aebischer n’obtienne gain de cause et ne prenne ses fonctions, avec l’équipe qu’il avait choisie, le 17 mars 2000.

### Réalisations
Depuis son accession à ce poste, Patrick Aebischer a présidé à plusieurs réorganisations et réalisations au sein de l’école :
- Intégration des sections de sciences dures de l’Université de Lausanne (mathématiques, physique, chimie) dans le cadre du « projet triangulaire » [7] ;
- Réorganisation de l’école en cinq facultés, chacune gérant son propre budget ;
- Création de la Faculté des sciences de la vie, pour favoriser notamment l’ingénierie biomédicale ;
- Création d’une École doctorale ;
- Création du Collège des humanités et introduction de cours obligatoires de sciences humaines et sociales dans le cursus des ingénieurs ;
- Création d’un Collège de « management de la technologie & finance » ;
- Développement d’un « quartier de l’innovation » au sein même du campus pour favoriser le transfert technologique[8] ;
- Création du laboratoire EPFL+ECAL, structure partagée avec l’École cantonale d'art de Lausanne[9] ;
- Développement du campus via le Rolex Learning Center (2010)[10], plusieurs projets de résidences pour étudiants (2010 et 2013)[11], d’un hôtel pour hôtes académiques (2010)[12] et d’un centre de congrès, le SwissTech Convention Center (inauguration avril 2014)[13],[14].

### Interactions avec les entreprises
Patrick Aebischer a créé trois sociétés : CytoTherapeutics Inc. (1989), Modex Therapeutics Inc. (1996), Amazentis SA (2007). Il siégeait en outre au Conseil d’administration de Nestlé Health Science (dès sa création en 2011) et de Lonza. Il devait se retirer du Conseil d’administration de Nestlé Health Science après qu'une décision du Conseil EPF, l'organe de surveillance sur l'EPFL, refusait l'autorisation de cet engagement lors de sa séance du 18 janvier 2015.

## Distinctions et titres honorifiques
- Bourse du Fonds national suisse de la recherche scientifique, 1984-1986.
- Prix Kolff (Young investigator Award of the American Society for Artificial Internal Organs), New York, 1987.
- Prix Robert Bing de l’Académie suisse de médecine, 1994.
- Prix de la Fondation Pfizer pour les neurosciences cliniques, 1997.
- Membre de l’Académie suisse des sciences médicales, depuis 1998.
- Membre de l’American Institute for Medical and Biological Engineering Sciences, depuis 2000.
- Membre de l’Académie suisse des sciences techniques (SATW), depuis 2009.
- 2017 : docteur honoris causa de l'université de Liège[16]